# Madame Desbassayns
Pour les autres membres de la famille, voir Famille Panon Desbassayns de Richemont.
Marie-Anne Thérèse Ombline Desbassayns, née Gonneau-Montbrun, connue sous le nom de Madame Desbassayns (née le 3 juillet 1755 à Saint-Paul à La Réunion, et morte le 4 février 1846 à Saint-Gilles-les-Hauts) est une grande propriétaire foncière esclavagiste de l'île de La Réunion. Elle est l'un des personnages les plus célèbres de l'histoire de La Réunion, dont elle était l'une des plus grandes fortunes, en particulier après la mort de son mari Henri Paulin Panon Desbassayns. Elle est aussi une figure controversée du folklore réunionnais.

## Biographie
Fille unique d’un riche cultivateur, Ombline Gonneau naît le 3 juillet 1755 à  Saint-Paul sur l'île Bourbon (La Réunion). Sa mère mourant pendant l'accouchement, c'est sa tante Jeanne Raux qui l'élève.
Héritière créole fortunée, elle épouse en 1770 en l'église de Saint-Paul, à l'âge de 14 ans, le riche planteur Henri Paulin Panon, dit Desbassayns, petit-fils d'Augustin Panon, dit l'Europe, et de Françoise Chastelain. De vingt-trois ans son aîné, il lui donnera onze enfants dont Philippe, Charles et Joseph Desbassayns.

Le recensement de 1789 chiffre la superficie du domaine familiale à 420 ha. L'habitation Desbassayns compte alors 348 esclaves. En 1797, leur propriété réunionnaise porte sur environ 750 ha, où travaillent 417 esclaves, ce qui en fait la plus vaste de l’île.

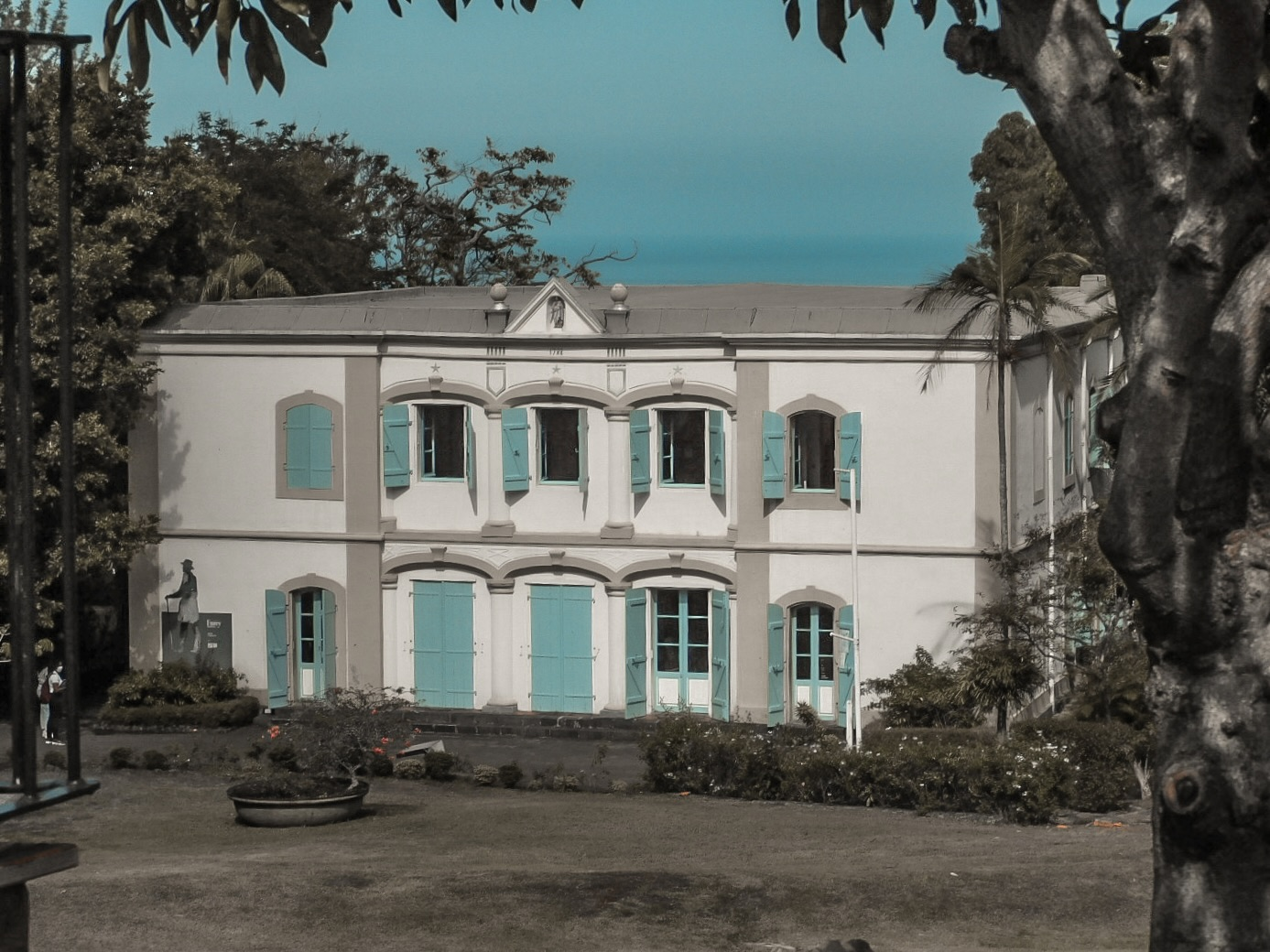
La maison des maîtres de l'habitation Desbassayns à Villèle, sur les hauteurs de Saint-Gilles.

En 1799, par le mariage de sa fille Mélanie, elle devient la belle-mère de Joseph de Villèle, officier de la marine royale établi sur l'île, qui deviendra plus tard comte et président du conseil des ministres sous Louis XVIII, entre 1821 et 1828. C'est lui qui donnera son nom au domaine de Villèle et au musée de Villèle, qui fut l'une des demeures de Madame Desbassayns.
Après la mort de son mari en 1800, elle gère le patrimoine familial avec une remarquable habileté et fermeté et apparaît à cette occasion comme une femme de trempe à la santé de fer, travailleuse et organisée. En 1829, son exploitation compte 462 esclaves.
Avec ses fils, Charles et Joseph, Madame Desbassayns développe l'industrialisation de la culture de la canne. Madame Desbassyns achète une glacière en altitude. Les esclaves cassaient la glace en morceaux, puis les transportaient pour elle jusqu'à Saint-Paul, puis jusqu'à la Rivière des Pluies pour son fils Charles.
Son immense propriété, qui s'étend sur plusieurs centaines d'hectares notamment à Saint-Gilles et au Bernica exploite, en 1845, 406 esclaves d'après son testament (respectivement, 295 et 111). Ils travaillent essentiellement à la culture du café et de la canne à sucre, la seconde se développant désormais plus vite que la première.
D'une ferveur religieuse intense, et souhaitant évangéliser les esclaves afin d'éviter les révoltes, elle fait construire, en 1842, une chapelle non loin de sa maison de Saint-Gilles-les-Hauts : la chapelle Pointue.
Elle meurt le 4 février 1846 à l'âge de 90 ans. Dans son testament définitif, elle annule l'affranchissement des 12 esclaves qu'elle avait pourtant décidé en 1807.

## La double représentation de Madame Desbassayns
Très controversé, le personnage de Madame Desbassayns est un enjeu de mémoire important sur l'île de la Réunion et fait partie de son paysage littéraire. Pour Jean Barbier, ses représentations « cristallisent le malaise et les peurs de la société post-coloniale ». Décrite comme une personne généreuse et admirable par une partie des colons de son époque, elle est perçue comme un personnage mauvais et cruel avec ses esclaves par la tradition populaire. 

### La «Seconde Providence»
Dès le XIXe siècle, ses invités et ses proches politiques la couvrent d'éloges. Le gouverneur Pierre Milius la surnomme même de son vivant « la Seconde Providence », une expression que l'on retrouve jusque sur sa tombe, et qui est donnée à une rue de Saint-Paul. Celle-ci est due au rôle qu’elle joue, lors de l’attaque anglaise de Saint-Paul en 1809, pour sauver cette ville de la destruction (même si ce rôle a été nuancé par les historiens). Puis, en 1817, elle fait don de sa propriété du Bout de l’Étang aux Sœurs de Saint-Joseph de Cluny pour la création, dans cette même ville, de la première école de filles de l’île (établissement destiné uniquement aux enfants des familles libres).
Ses partisans vantent aussi la chapelle qu'elle avait fait bâtir en 1841 pour évangéliser ses esclaves (et prévenir ainsi les révoltes), et surtout la construction du seul hôpital des esclaves de l'île (même s'il s'agissait d'une obligation légale depuis l'ordonnance royale du 15 octobre 1786, pour toute habitation de plus de vingt esclaves). 

### Le «bourreau d'esclaves»

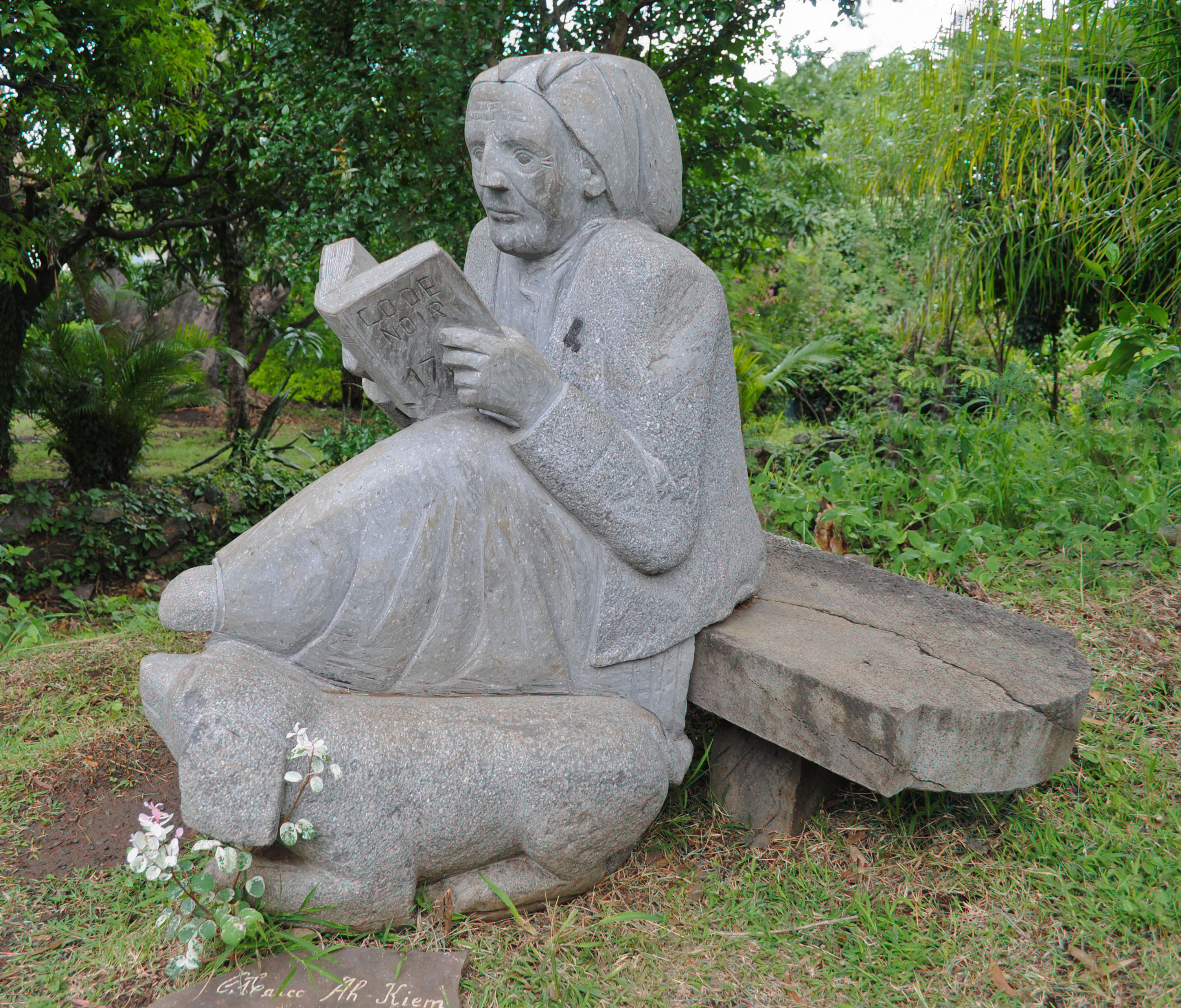
Sculpture de Marco Ah-Kiem représentant Madame Desbassayns lisant le Code noir, au jardin du musée de Villèle.

À l'inverse, dans les récits populaires créoles, elle est souvent associée à la sorcière Gran mèr Kal ou au Diable et on lui attribue des crimes abominables parce qu'elle symboliserait « l'esclavagisme lui-même, le mauvais maître par excellence » ou parce que sa place de femme entrepreneur a pu susciter beaucoup de crispations. Des expressions lui sont associées pour décrire un comportement abusif (« Arrête, le temps de Madame Desbassyns est fini ») et des légendes racontent que les éruptions du volcan du Piton de la Fournaise seraient en fait les supplications de Madame Desbassayns expiant ses péchés dans son cratère,. L'une des plus célèbres rumeurs sur son compte prend source en 1910, lorsque des ouvriers travaillant près de son ancien domaine découvrent du ciment rougeâtre. On murmure alors que Madame Desbassayns aurait utilisé le sang de ses esclaves pour fabriquer des pierres de mortier.
Les légendes entourant son personnage et sa biographie ont inspiré certains auteurs, comme le poète réunionnais Boris Gamaleya avec Le Volcan à l'envers ou Madame Desbassayns, le Diable et le Bon Dieu décrivant Madame Desbassayns en confrontation avec le Diable et les esclaves marrons ou encore Jean-François Samlong avec son roman historique éponyme. Plus récemment en 2006, c'est Yves Manglou qui a écrit Kaloubadia - Madam Desbassayns, un conte entièrement en créole réunionnais.
En mars 2015, le docu-fiction Mme Desbassayns, Mythe et réalité d'une icône de l'esclavage, réalisé par William Cally, avec l'aide à l'écriture de l'historien Sudel Fuma, et produit par Kapali Studios et France Télévisions a été diffusé sur la chaine Réunion 1re. Des spécialistes, comme la conservatrice du musée de la Compagnie des Indes de Lorient, Marcel Dorigny, maître de conférence à l'université Paris VIII, des écrivains et historiens régionaux ont aussi collaboré au film. Il s'agit du premier projet télévisé à s'intéresser à ce personnage et le réalisateur avait promis d'en considérer l'aspect historique aussi bien qu'imaginaire : « La légende noire fait partie du personnage. On ne peut pas parler de cette femme sans évoquer sa construction dans l'imaginaire créole », a-t-il déclaré.